# Feliks Słupecki
Feliks (Szczęsny) Słupecki z Konar (ur. ok. 1571, zm. 1616) – działacz różnowierczy, poseł na sejm 1598 roku, od 1605 kasztelan żarnowski, od 1612 kasztelan lubelski.

## Pochodzenie
Był młodszym synem Stanisława Słupeckiego i jego żony Zofii z Wrzelowskich (zm. po 1595), gorliwych ewangelików reformowanych. Jego szwagrami byli współwyznawcy Jan Lipski i Andrzej Gorajski. Dzięki staraniom matki otrzymał wieloletnie (1586–1592), staranne wykształcenie na zagranicznych protestanckich uczelniach: Heidelberg, Strasburg i Altdorf. Jednym z jego preceptorów był nauczyciel Uniwersytetu w Lejdzie, P. Bertius, który ze Słupeckim przyjechał do Polski i pozostał na jakiś czas w siedzibie rodowej, Opolu Lubelskim.

## Działalność publiczna
Jak wielu ewangelików związał się z obozem kanclerza Jana Zamoyskiego. W 1598 roku po raz pierwszy posłował na sejm, rok później wziął udział w zjeździe prawosławnych i protestantów w Wilnie. W 1605 roku otrzymał kasztelanię żarnowską i na sejmie w 1606 roku zasiadał już w Senacie. Podczas Rokoszu Zebrzydowskiego namawiał rokoszan do umiarkowania. Dość sumiennie uczestniczył w sejmikach i sejmach, z czasem coraz bardziej zbliżając się do dworu, króla Zygmunta III i katolicyzmu. Pod koniec 1612 został mianowany kasztelanem lubelskim i już wtedy przebąkiwano o jego konwersji na katolicyzm. Utrzymywał bliskie kontaktu z regalistą i konwertytą z kalwinizmu Janem Zbigniewem Ossolińskim, którego wyznaczył jako opiekuna swoich dzieci.

## Działalność kościelna
Początkowo wzorem rodziców był gorliwym kalwinistą. Utrzymywał zbory kalwińskie i pastorów w rodzinnej siedzibie Opolu Lubelskim I Wrzelowicach (obecnie Kliczkowicza). Od 1602 roku pastorami w Opolu byli duchowni Jednoty Braci Czeskich (z których wywodziła się jego żona), co stało się przyczyną napięć między nim a małopolskim kościołem kalwińskim. W Opolu, gdzie cześć mieszczan była kalwinistami, ufundował szkołę dystryktową, gdzie nauczycielem przez pewien czas był Krzysztof Kraiński. W jego dworze znajdowała się obszerna biblioteka protestanckich dzieł teologicznych, którą odziedziczył po ojcu i bracie i poszerzył. Łożył razem z żoną hojnie na potrzeby zborowe, jednocześnie do końca życia odmawiał płacenia dziesięcin kościołowi katolickiemu.
O jego konwersji mówiono już w 1613 i wiązano ją nominacją na kasztelanię lubelską, ale był to proces długi, zupełnie osobisty. Interesował się kultem maryjnym, praktykował posty, prosił synody o zgodę na przyjmowanie komunii na klęcząco (kalwiniści przyjmowali ją na stojąco). W 1615 roku zdecydowany na konwersję oddał katolikom kościoły w Kliczkowicach i Opolu Lubelskim, a kurii przekazał swoje prawa kolatorskie. Zmarł pod koniec 1616 roku, jego uroczysty katolicki pogrzeb odbył się 13 lutego 1617 roku w kościele katolickim w Opolu Lubelskim.

## Rodzina
W 1600 r. poślubił gorliwą ewangeliczkę, Barbarę Leszczyńską (ok. 1582–1654), córkę Andrzeja wojewody brzeskokujawskiego. Związał się tym samym z najważniejszą protestancką rodziną w Koronie. W małżeństwie tym doczekali się kilkorga dzieci:
- Mikołaja (ok. 1604–1672) gruntownie wykształconego na protestanckich uczelniach, ale który był katolikiem i nie zrobił kariery,
- Krzysztofa (ok. 1606–1639), podobnie jak brat wykształcony, katolik, został księdzem, dawał ślub swojemu kuzynowi Bogusławowi Leszczyńskiemu,
- Rafała (zm. 1629), zmarły młodo, ewangelik reformowany,
- Jerzego (1615–1662) kasztelana lubelskiego, ewangelik reformowany
- Floriana (ur. ok. 1616, zm. przed 1660), ewangelik reformowany i żołnierz w Niderlandach,
- Annę Marię, żonę Marcina Reja,
- Barbarę Elżbietę (ur. ok. 1616) żonę od 1636 Jerzego Niemirycza,
- Zofię (zm. 1640) żonę Pawła Orzechowskiego,
- Dorotę (zm. po 1660), pannę, ostatnia kalwinistkę w rodzinie Słupeckich, jeszcze w 1660 dającą składki na ubogich zboru kalwińskiego w Lublinie[1].

Zgodnie z ostatnią wolą Feliksa, najstarsi synowie zostali odebrani kalwińskim preceptorom i wychowani na katolików. Dwaj najmłodsi synowie i córki oraz wdowa pozostali przy kalwinizmie. Barbara z Leszczyńskich wzniosła nawet w Opolu Lubelskim nowy zbór kalwiński, który funkcjonował do ok. 1646 roku.